# Hiroshi Ninomiya (fodboldspiller, født 1969)
Hiroshi Ninomiya (født 11. april 1969) er en tidligere japansk fodboldspiller.
Han har spillet for flere forskellige klubber i sin karriere, herunder Urawa Reds.